# Ramón de la Fuente
Ramón de la Fuente Leal (* 31. Dezember 1907 in Bilbao; † 15. September 1973 in Madrid), besser bekannt als Lafuente, war ein spanischer Fußballspieler und -trainer.

## Karriere als Fußballspieler

### Verein
Lafuente spielte bereits mit 16 Jahren für den FC Barakaldo. 1926 wechselte er zu Athletic Bilbao und formte dort gemeinsam mit Guillermo Gorostiza, Bata, José Iraragorri und Chirri II bald eine legendäre Angriffsreihe. So gewann er mit Bilbao in den Spielzeiten 1929/30 und 1930/31 das Double, in den Jahren 1932 und 1933 den spanischen Pokal, in der Saison 1933/34 noch einmal die Meisterschaft und zwischen 1927 und 1934 insgesamt sieben Mal die Regionalmeisterschaft des Baskenlandes. 1934 verließ Lafuente nach acht Jahren und 64 Toren in 211 Pflichtspielen den Verein und wechselte zum Hauptstadtklub und Aufsteiger Atlético Madrid. Nach der Saison 1934/35 beendete er seine Karriere.

### Nationalmannschaft
Lafuente debütierte am 17. April 1927 im Rahmen eines Freundschaftsspiels gegen die Schweiz in der spanischen Nationalmannschaft. Bis 1935 bestritt er insgesamt acht Länderspiele. Er war zudem Teil der Selección, welche an der Weltmeisterschaft 1934 teilnahm und bestritt dabei das Achtelfinale gegen Brasilien (3:1) sowie das erste Viertelfinale gegen Italien (1:1 n. V.). Im skandalträchtigen Wiederholungsspiel des Viertelfinales gegen die Italiener war er einer von sieben Spaniern, die wegen der Strapazen der vorangegangenen Partie ausgetauscht wurden.

## Karriere als Fußballtrainer
In der Saison 1940/41 ersetzte Lafuente an den ersten zehn Spieltagen den rehabilitierenden Ricardo Zamora als Trainer von Atlético Aviación. Seine Bilanz wies fünf Siege, vier Unentschieden und eine Niederlage auf. Der Verein gewann am Ende der Spielzeit die spanische Meisterschaft und die Copa Eva Duarte. Zur Saison 1943/44 wurde Lafuente Trainer von Deportivo La Coruña. Er stieg mit den Galiciern in der Saison 1944/45 jedoch in die Segunda División ab.

## Erfolge
- Spanischer Meister: 1930, 1931, 1934
- Spanischer Pokalsieger: 1930, 1931, 1932, 1933
- Campeonato de Vizcaya: 1927, 1928, 1929, 1931, 1932, 1933, 1934